# Cooperativa La Calera
La Cooperativa La Calera (Cooperativa Obrera del Transporte Automotor La Calera Limitada) es una compañía de autobuses argentina, que presta servicios de transporte interurbano de pasajeros en el centro y noroeste de la Provincia de Córdoba.

## Historia
La empresa de transporte de pasajeros La Calera S.R.L., fue fundada el 6 de diciembre de 1958 en la ciudad de La Calera, Provincia de Córdoba, por don Juan Damonte. En un principio significó un gran esfuerzo y desafío para su fundador, pero la empresa creó una buena fuente de empleo y progreso para la ciudad y localidades vecinas como Dumesnil y Mendiolaza. 
Los pobladores del suroeste del Departamento Colón y la Ciudad de Córdoba, ahora tendrían una nueva opción de transporte además del ferrocarril.

Con del paso de los años, nuevas mejoras en las rutas y en la industria vehicular ayudaron a la empresa a crecer y brindar mayor calidad a los pasajeros.
En 1941 el fundador Juan Damonte, decide vender su compañía a don Abraham Apfelbaum, quién trabajó implementando más frecuencias y servicios especiales a un costo reducido para escolares. Luego de unos años, en 1946, Apfelbaum transfiere su empresa a los accionistas de empresa Alta Gracia S.R.L.; Pero sufriría unos años de deterioro y crisis, lo que provocó preocupaciones en la población y llevaría a los intentos de cooperativizar la empresa.[cita requerida]
En los años posteriores, la cooperativa pudo expandirse, añadiendo nuevas rutas y destinos. Momentos en los cuales se inauguró un nuevo hangar de mantenimiento en la ciudad de Cosquín y se adquirieron nuevos vehículos, la mayoría fabricados en Brasil.
Los recorridos llegaron a abarcar localidades más lejanas de los departamentos Punilla y Cruz Del Eje, e incluso en la vecina provincia de Catamarca.
Luego de las crisis de principio del siglo XXI en la Argentina, y gestiones poco favorables de sus administradores, llevaron a la cooperativa a eliminar progresivamente antiguos recorridos.
 
En la actualidad, brinda sus servicios en áreas del Gran Córdoba y algunas localidades del Valle de Punilla.

## Servicios
La cooperativa brinda servicios regulares de transporte de pasajeros, con múltiples paradas a lo largo del recorrido.

Los tickets se adquieren en las agencias de venta si es abordado en las estaciones de buses, o con el conductor si se
asciende en cualquier parada.

También brinda servicio expreso conocido como "Vip", entre la Ciudad de Córdoba y La Calera.

## Flota de Unidades
- Metalpar Tronador OF 1722
- Metalpar Tronador 2 OF 1519
- Metalpar Tronador 2 OF 1722
- Metalpar Tronador 2 AGRALE MA.15.0
- Metalpar Tronador 2 AGRALE MA.15.0
- Metalpar Tronador 2 AGRALE MA.15.0
- Metalpar Tronador 2 AGRALE MA.15.0
- Metalpar Tronador 2 AGRALE MA.15.0
- Metalpar Tronador 3 AGRALE MA.15.0
- Metalpar Tronador 3 AGRALE MA.15.0
- Metalpar Tronador 3 AGRALE MA.15.0
- Metalpar Tronador 3 AGRALE MA.15.0
- La Favorita OF 1417
- La Favorita OF 1418
- ArMar Medea AGRALE MA.15.0
- ArMar Medea AGRALE MA.15.0
- ArMar Medea AGRALE MA.15.0
- Saldivia Aries 325 OH 1826
- Saldivia Aries 325 OH 1826

## Destinos y líneas
La cooperativa opera algunos importantes destinos del Gran Córdoba, tales como La Calera, Saldán, Dique San Roque, Bialet Massé, Cosquín, La Falda.
| Recorridos                     | Recorridos |
| línea                          | recorrido |
| ------------------------------ | --- |
| Córdoba-La Calera por Alberdi  | Córdoba - La Calera por el barrio de Alberdi.                                                                            |
| Córdoba-La Calera por Arguello | Córdoba - La Calera por el barrio de Argüello.                                                                           |
| Córdoba-La Calera Vip          | Córdoba - La Calera. Servicio "Vip", de minibús expreso.                                                                 |
| Córdoba-La Calera Almaceneros  | Córdoba - La Calera. por el barrio de Arguello y el centro de Almaceneros.                                               |
| Córdoba-Saldán por Rummy       | Córdoba - Saldán por el barrio de Rummy.                                                                                 |
| Córdoba-Saldán por Portón      | Córdoba - Saldán por el vecindario de Portón De Piedra.                                                                  |
| La Calera-Villa Allende A      | La Calera - Villa Allende por Dumesnil.                                                                                  |
| La Calera-Villa Allende B      | La Calera - Villa Allende por Cuesta Colorada, Villa Warcalde, y retornando por Saldán y Dumesnil.                       |
| La Calera-Villa Allende C      | La Calera - Villa Allende por Dumesnil y Saldán. Retornando por Villa Warcalde y Cuesta Colorada.                        |
| Cinco Lomas-Bamba              | Cinco Lomas - Casa Bamba por camino intercountries, ruta E-55. Ingresando a Cantesur.                                    |
| Córdoba-Cosquín por E55        | Córdoba - La Calera - Cosquín. Por rutas E-55 y 38, abarcando también localidades intermedias.                           |
| Córdoba-Cosquín por variante   | Córdoba - Cosquín. Por AU20, Variante Costa Azul, rutas E-55 y 38. Abarcando también localidades intermedias.            |
| Córdoba-La Falda por E55       | Córdoba - La Calera - Cosquín - La Falda. Por rutas E-55 y 38, abarcando también localidades intermedias.                |
| Córdoba-La Falda por variante  | Córdoba - Cosquín - La Falda. Por AU20, Variante Costa Azul, rutas E-55 y 38. Abarcando también localidades intermedias. |
| Córdoba-Malvinas Argentinas    | Córdoba - Malvinas Argentinas.                                                                                           |

## Ramales de Córdoba - La Calera por Barrio Alberdi
- R1: Alberdi - Stoeklin - Ruta - Cuesta.
- R2: Terminal - Alberdi - Portón de Piedra.
- R3: Alberdi - Ruta - Cocca - Estanzuela.
- R4: Alberdi - Centro - Rummy
- R5: Córdoba - Alberdi - Cinco Lomas.
- R7: Terminal - Alberdi - Centro
- R8: Alberdi - Centro - Cuesta
- R9: Alberdi - Ruta - Estanzuela -Stoeklin
- R10: Alberdi - B° Cocca - Centro.